# Riconoscimenti accessori alla Japan Soccer League
Al termine di ogni edizione della Japan Soccer League venivano assegnati alcuni premi ai migliori calciatori e squadre a seconda di specifiche categorie.

## Premi

### Miglior giocatore
Durante le ventisette edizioni del torneo sono stati istituiti due riconoscimenti assegnati al miglior giocatore del campionato:

#### Star Ball Award
- 1966:  Ikuo Matsumoto ( Toyo Kogyo)
- 1967:  Kunishige Kamamoto ( Yanmar Diesel)
- 1968:  Kunishige Kamamoto ( Yanmar Diesel)
- 1969:  Ryūichi Sugiyama ( Mitsubishi HI)
- 1970:  Kunishige Kamamoto ( Yanmar Diesel)
- 1971:  Kunishige Kamamoto ( Yanmar Diesel)
- 1972:  Kunishige Kamamoto ( Yanmar Diesel)

#### Most Valuable Player
- 1988-89:  Tetsuji Hashiratani ( Nissan Motors)
- 1989-90:  Kazushi Kimura ( Nissan Motors)
- 1990-91:  Ruy Ramos ( Yomiuri)
- 1991-92:  Kazuyoshi Miura ( Yomiuri)

### Fighting Spirit Award
- 1967:  Takeo Takahashi ( Furukawa Electric)
- 1968:  Kunishige Kamamoto e  Eizō Yuguchi ( Yanmar Diesel)
- 1969:  Seiichi Sakitani ( Nippon Steel)
- 1970: non assegnato
- 1971:  Kōzō Arai ( Furukawa Electric)
- 1972:  Akira Matsunaga ( Hitachi)

### Golden Ball Award
Il Golden Ball Award, istituito nel 1965, era assegnato al miglior marcatore del campionato.

### Silver Ball Award
Il Silver Ball Award, istituito nel 1966, era assegnato al miglior fornitore di assist del campionato.
- 1966:  Takayuki Kuwata ( Toyo Kogyo)
- 1967:  Saburō Kawabuchi ( Furukawa Electric)
- 1968:  Ryūichi Sugiyama ( Mitsubishi HI)
- 1969:  Ryūichi Sugiyama ( Mitsubishi HI)
- 1970:  Teruki Miyamoto ( Nippon Steel)
- 1971:  Ryūichi Sugiyama ( Mitsubishi HI)
- 1972:  Daishirō Yoshimura ( Yanmar Diesel)
- 1973:  Kunishige Kamamoto ( Yanmar Diesel)
- 1974:  Kazumi Takada ( Mitsubishi HI)
- 1975:  Kunishige Kamamoto ( Yanmar Diesel
- 1976:  Yoshikazu Nagai ( Furukawa Electric)
- 1977:  Yoshikazu Nagai ( Furukawa Electric)
- 1978:  Jair Matos ( Yomiuri)

- 1979:  Ruy Ramos ( Yomiuri)
- 1980:  George Yonashiro ( Yomiuri)
- 1981:  Yoshikazu Nagai ( Furukawa Electric)
- 1982:  Kazuo Ozaki ( Mitsubishi HI)
- 1983:  George Yonashiro ( Yomiuri)
- 1984:  Kazushi Kimura ( Nissan Motors)
- 1985-86:  Tomoyasu Asaoka ( Nippon Kokan)
- 1986-87:  Takashi Mizunuma ( Nissan Motors)
- 1987-88:  Hiroshi Nagatomi ( Mitsubishi HI)
- 1988-89:  Masahiro Wada ( Matsushita Electric)
- 1989-90:  Ruy Ramos ( Yomiuri) e  Messias ( Honda Motor)
- 1990-91:  Ruy Ramos ( Yomiuri) e  Pedro Pedrucci ( Toshiba)
- 1991-92:  Jorginho ( Toyota Motors)

### Rookie of the Year
Il riconoscimento denominato Rookie of the Year era attribuito al miglior esordiente del campionato.
- 1973:  Mitsuo Abe ( Yanmar Diesel)
- 1974:  Mitsunori Fujiguchi ( Mitsubishi HI)
- 1975:  Kazuo Saitō ( Mitsubishi HI)
- 1976:  Shigemi Ishii ( Furukawa Electric)
- 1977:  Tsutomu Sonobe ( Fujita Kogyo)
- 1978:  Noboru Nagao ( Mitsubishi HI)
- 1979:  Shigemitsu Sudō ( Hitachi)
- 1980:  Atsushi Natori ( Mitsubishi HI)
- 1981:  Yutaka Ikeuchi ( Fujita Kogyo)
- 1982:  Shigeru Sarusawa ( Mazda)

- 1983:  Kōichi Hashiratani ( Nissan Motors)
- 1984:  Takashi Sekizuka ( Honda Motor)
- 1985-86:  Kazuo Echigo ( Furukawa Electric)
- 1986-87:  Nobuhiro Takeda ( Yomiuri)
- 1987-88:  Kenji Komata ( Yamaha Motors)
- 1988-89:  Osamu Maeda ( ANA)
- 1989-90:  Kenichi Shimokawa ( Furukawa Electric)
- 1990-91:  Masami Ihara ( Nissan Motors)
- 1991-92:  Takuya Takagi ( Mazda)

### Best Goalkeeper Award
Premio assegnato al miglior portiere della competizione: la prima edizione del riconoscimento, emessa nella stagione 1984, era riservata al portiere esordiente della manifestazione.
- 1984:  Shinichi Morishita ( Yamaha Motors)
- 1986-87:  Shinkichi Kikuchi ( Yomiuri)
- 1987-88:  Shinichi Morishita ( Yamaha Motors)
- 1988-89:  Shigetatsu Matsunaga ( Nissan Motors)
- 1989-90:  Shinichi Morishita ( Yamaha Motors)
- 1990-91:  Shigetatsu Matsunaga ( Nissan Motors)
- 1991-92:  Takayuki Fujikawa ( Yomiuri)

### Allenatore dell'anno
- 1990-91:  Carlos Alberto Silva ( Yomiuri)
- 1991-92:  Pepe ( Yomiuri)

### Best Eleven
Al termine di ciascuna edizione della Japan Soccer League veniva stilata una formazione composta dai migliori undici giocatori per ruolo del torneo: questo riconoscimento, denominato anche Excellence Award 11 of the Year (年間優秀11人賞?), è stato introdotto per la prima volta nel 1965 e, fino al 1988-89, era limitato alla prima divisione.

### Premio fair play
- 1990-91:  Toshiba
- 1991-92:  Mazda

### Arbitro dell'anno
- 1991-92: Shizuo Takada, Hideo Kikuchi, Kenji Tanaka.